# Guillaume de Plaisians
Guillaume de Plaisians, originaire du village de Plaisians dans les Baronnies (Dauphiné), fut un des légistes (membre du Conseil du roi, préfiguration du Ministre), de Philippe IV le Bel, roi de France, au tournant des XIIIe et XIVe siècles.  
On lui doit la célèbre formule : « Le Roi de France est empereur en son royaume ». En effet, pour affermir la position du roi de France face à l'empereur du Saint-Empire romain germanique et au pape, les légistes français voulaient utiliser les textes romains mais ceux-ci ne font référence qu'au pouvoir de l'empereur. Par cette formule, il aplanit les difficultés et confirma l'indépendance du roi à l'égard de l'empereur mais aussi à l'égard du pape qui, selon la doctrine des Deux glaives, sont les détenteurs, pour le premier, du pouvoir temporel, et pour le second, du pouvoir spirituel, celui-là étant supérieur à celui-ci. Par ailleurs, la formule préfigure aussi les tendances absolutistes de certains monarques sous réserve de voir, dans l'absolutisme, diverses formes (de l'absolutisme classique à l'absolutisme éclairé en passant par l'absolutisme individualiste). 
Il apparaît souvent associé aux actes de Guillaume de Nogaret, principal des Conseillers, dans nombre de dossiers.
Il apparaît également dans la longue lutte du roi contre les Templiers, dans divers actes au côté de Guillaume de Nogaret, Pierre Flote, Gilles Aycelin (évêque de Narbonne), Philippe de Villepreux et, plus tard, Enguerrand de Marigny qui fut le conseiller des dernières années du règne. 
Guillaume de Plaisians décédera avant le procès final de mars 1314.  
La position de Guillaume de Plaisians — Plaisians, alors terre d'Empire —, quoiqu'exceptionnelle, n'était pas inédite. Jean de Joinville, un des très proches du roi Louis IX, et chroniqueur de la vie du roi, était également règnicole (ressortissant) du Saint-Empire romain germanique.